# George Ciorănescu
George Ciorănescu (n. 1918 – d. 6 februarie 1993) a fost un eseist, jurnalist, poet, prozator, publicist și traducător român care a trăit cea mai mare parte a vieții sale în exil. A avut patru frați, toți intelectuali de calibru români, matematicianul Nicolae Ciorănescu, poetul Ioan Ciorănescu, lingvistul Alejandro Ciorănescu și chimista Ecaterina Ciorănescu-Nenițescu.

## Biografie
S-a stabilit inițial la Paris și apoi la München.  A fost animator a numeroase cenacluri și reviste literare ale exilului și redactor șef (1955 - 1957, respectiv 1958 - 1965) la postul de radio Europa Liberă, unde a deținut și funcția de director adjunct al departamentului în limba română (1965 - 1970). A plecat, temporar, din acest post în urma unui conflict avut cu Noel Bernard, care îl angajase la Radio Europa Liberă pe fiul lui Aurel Baranga, Harry Baranga. (Despre A. Baranga v. articol Vladimir Tismăneanu în: Evenimentul zilei din 5 septembrie 2008)
A fost protagonist al mișcării pentru unitatea Europei în exilul românesc. Astfel, la 9 mai 1948, s-a ținut, la Haga, Congresul Constitutiv al Mișcării Europene, prezidat de Winston Churchill. Aici s-au constituit comitetele naționale ale Mișcării Europene, cuprinzând inclusiv statele căzute sub ocupație sovietică. Comitetul român a avut, ca figuri mai proeminente, pe George Ciorănescu, președinte, Grigore Gafencu, Gabriel Bădărău și alții.
A coeditat, la inițiativa lui Ion Dumitru, revista Apoziția, a cenaclului literar omonim din München, pe care a condus-o din 1982 până în 1992.

## Operă publicată (incompletă)

### Eseuri
- Romanii și ideea federalistă, București, 1996

### Opera poetică
- Ystud, poeme amare, Paris 1950
- Codicil, Paris 1952
- Poeme fără răspuns, Paris 1952
- Poeme prea târzii, Paris  1954
- Un român prin Grecia, Paris 1967
- Morior ergo sum, München 1981
- Catrene definitorii diezate, München 1987
- Metaerotism imaginar, München 1990

### Antologii
- Spicuiri din lirica americană contemporană, 1993
- Mai aproape de ingeri, traduceri din lirica religioasă [8]